# DB košnica
DB košnica ili Dadant-Blattova košnica je košnica koja ima 1 nastavak (visine 310 milimetara) kao plodište i 2 polunastavka (visine 155 milimetara) kao medište. Na nastavak je pričvršćena podnica s letom i poletaljkom. Može imati 10 ili 12 satnih okvira. Najzastupljenija je u Francuskoj, Italiji, Bosni i Hercegovini, Srbiji i Sjevernoj Makedoniji. Medne kape u njoj su dovoljno visoke za sigurno prezimljavanje, čak i bez pomoći pčelara. Glavni nedostatak je različita mjera (dimenzija) plodišnih i medišnih okvira.

## Objašnjenje
DB košnica je nastala u Americi, a u Europu su je prenijeli i izmijenili Charles Dadant i Johann Blatt, po kojima je dobila i naziv. Ovaj tip košnice ima plodište s jednom pregradnom daskom, jednom poklopnom daskom i 12 okvira. Dužina satonoše okvira je 474 mm, širina 25 mm, a debljina 20 mm. Bočne letvice okvira su duljine 300, širine 25 i debljine 8 milimetara. Tokom sezone se obično izvadi pregradna daska i dodaje 12 okvira, dok se preko zime u cilju što boljeg utopljavanja gnijezda pregradna daska ponovo ubacuje. DB košnice imaju dva do tri, a nekada i više polunastavaka koji služe kao medišta. U polunastavcima satonoša je duljine 474, široka 25 i debljine 20 mm, kao i u plodištu. Istih mjera je i donja letvica okvira u medišnim polunastavcima, dok su im bočne letvice duljine 145, širine 25, i debljine 8 mm. DB košnice obično imaju i zbjeg, te tada omogućavaju visoke proizvodne rezultate. Rad s ovom vrstom košnica je vrlo jednostavan, jer je pristup svakom dijelu košnice lak, a pored toga jeftinije su u odnosu na druge vrste košnica.
DB košnica je pored LR košnice najzastupljenija u Hrvatskoj. Spada u košnice kojima se može uspješno pčelariti. Ipak treba naglasiti da nije toliko pogodna za velike pčelinjake, jer se s njom ne može primijeniti najsuvremenija tehnologija pčelarenja. U prvom redu nedostatak su nejednaki okviri u plodištu i medištu. Ako bi u medištu bili isti okviri kao u plodištu, nedostatak su njihove prevelike mjere (dimenzije). Zbog tog nedostatka je Farrar počeo koristiti njene poluokvire u plodištu, čime je omogućena najsuvremenija tehnologija pčelarenja. Ali s obzirom na to da je DB poluokvir suviše plitak, u nekim zemljama je njegova visina nešto povećana, što je mnogo prikladnije za rad i više odgovara biološkim potrebama pčelinje zajednice.

## Dijelovi DB košnice
DB košnica se sastoji od podnice, jednog dubokog nastavka koji služi kao plodište, dva plitka nastavka koji služe kao medište, poklopne daske, zbjega, matične rešetke, poklopca (krova), 12 normalnih okvira unutarnjih mjera 420 x 270 mm i 24 poluokvira unutarnjih mjera 420 x 115 mm.

### Podnica
Podnica DB košnice ima vanjske mjere 520 x 520 mm (bez leta), visinu 80 mm, a unutarnje mjere su 456 x 456 mm. Podnica DB košnice se također radi s ulošcima za borbu protiv varooze, kao i LR košnice. 

### Nastavci
Nastavci DB košnice imaju vanjske mjere 520 x 520 x 310 mm za plodište i dva plitka nastavka mjera 520 x 520 x 155 mm, koja služe za medište. Debljina zida je 32 mm, teko da su unutarnje mjere 456 x 456 x 310 mm za plodište i 456 x 456 x 155 mm za nastavke koji služe kao medište. Dovoljna je i debljina zida od 22 mm, pa su vanjske mjere košnice 500 x 500 mm, te je košnica lakša i jeftinija. 

### Okviri u nastavcima
Okviri u nastavcima su u čitavom svijetu standardnih mjera (vanjske mjere: 232 x 450 mm). Sastoji se iz: satonoše, 2 bočne letvice i donje letvice. Satonoša je gornja letvica okvira. Sa svake je strane duža za 15 mm, na koji se produžetak objesi okvir o prednju i stražnju stranicu nastavka. S donje strane satonoše urezan je utor u koji se uvuče satna osnova. Bočne letvice reguliraju razmak između okvira, jer im je donji dio uži od gornjeg: kada se slože jedan uz drugi dobijemo takozvani pčelinji razmak koji pčelama služi za nesmetan prolaz i rad. Ako je razmak manji od 6 mm, pčele ga zalijepe propolisom, a ako je veći od 10 mm u tom prostoru grade saće. Ovo Langstrothovo otkriće je bila najveća prekretnica u povijesti uzgoja pčela i bez tog izuma ne bi bilo ni modernog pčelarstva.

#### Primjer
Da bi se izbjegla zbrka s unutarnjim i vanjskim mjerama, dat je primjer sa svim mjerama: unutarnja visina i širina okvira, što je ujedno mjera satine, zatim debljina svih letvica i potom njihov zbroj, to jest vanjska mjera okvira. I to prema prijedlogu za standard, za 3 vrste okvira: Langstroth – Rootov okvir (LR), Dadant – Blattov okvir (DB) i Alberti – Žnideršičev okvir (AŽ):
| U milimetrima (mm)     | LR  | DB  | AŽ  |
| ---------------------- | --- | --- | --- |
| Debljina satonoše      | 20  | 20  | 20  |
| Unutarnja visina D     | 202 | 270 | 235 |
| Debljina donje letvice | 10  | 10  | 10  |
| Vanjska visina B       | 232 | 300 | 260 |

| U milimetrima (mm)     | LR  | DB  | AŽ  |
| ---------------------- | --- | --- | --- |
| Debljina bočne letvice | 8   | 8   | 8   |
| Unutarnja širina C     | 434 | 424 | 394 |
| Debljina bočne letvice | 8   | 8   | 8   |
| Vanjska širina A       | 450 | 440 | 410 |

| U milimetrima (mm)     | LR  | DB  |
| ---------------------- | --- | --- |
| Debljina satonoše      | 20  | 20  |
| Unutarnja visina D     | 115 | 115 |
| Debljina donje letvice | 10  | 10  |
| Vanjska visina B       | 145 | 145 |

Iz tabela se vidi da je visina poluokvira ista i za LR i za DB okvire. Širina poluokvira je ista kao i širina okvira. Mjere okvira za pološku nisu spomenute jer pološka, prema prijedlogu standarda, ima mjere DB okvira. Pološka i AŽ košnica nemaju poluokvira. 
Poluokvir u DB košnici služi za medište. Poluokvir u LR košnici služi za medište kad se proizvodi med u saću, a može se upotrijebiti i u proizvodnji vrcanog meda. Inače, redovno, za medište služi cijeli okvir. Isto tako AŽ košnica ima isti okvir i u plodištu i u medištu. Pološka nema posebnog medišta, nego se ono nalazi u istoj ravnini s plodištem, s jedne i druge strane plodišta, na jednakim okvirima.

### Pokrovna daska
Pokrovna daska i bježalica (zbjeg) čine cjelinu. U donjem dijelu bježalice nalazi se pokrovna daska unutarnjih mjera bježalice, a na gornjem dijelu je pokretna uokvirena mreža, vanjskih mjera okvira 500 x 500 mm, ako su košnice vanjskih mjera 520 x 520 mm. Vanjske mjere bježalice su 520 x 520 x 100 mm ili 500 x 500 x 100 mm, u ovisnosti od vanjskih mjera nastavaka. Uokvirena žičana mreža ulazi u urez ("falc") koji se nalazi na gornjoj unutarnjoj ivici bježalice. 

### Krov
Krov je ravan, vanjskih mjera 590 x 590 x 80 mm za košnicu vanjskih mjera 520 x 520 mm, a 570 x 570 mm za košnicu vanjskih mjera 500 x 500 mm.

## Izbor košnice za pčele
Pčelarska znanost i praksa složile su se u širini okvira za košnicu i u broju okvira, samo se ne slažu u visini. Gotovo sve moderne košnice okvir, odnosno satinu, široku oko 400 mm, a broj okvira iznosi od 10 do 12. Ostaje pitanje samo visine okvira: 200 mm ili od 250 do 270 mm. Pristalice višeg okvira tvrde da plodište košnice mora biti toliko prostrano da omogući pčelinjoj zajednici najveći razvoj. Za najjače sezone pčelama je potrebno oko 100 000 stanica saća za smještaj legla i hrane. Na 1 cm2 saća, s obadvije strane zajedno, stane oko oko 8 saća, pa za 100 000 saća potrebno je 12 500 cm2 saća. Ako nam je satina široka oko 400 mm, a u plodištu ima 12 satina, po tom računu trebalo bi da satina bude visoka oko 260 mm. Drugi kažu da je dovoljno oko 80 000 stanica saća, pa bi za taj broj stanica trebalo oko 10 000 cm2 saća ili 10 okvira 400 x 250 mm unutarnjih mjera. Tako dolazimo do kapaciteta, mjera i oblika plodišta DB, Gerstung i drugih košnica. Pristalice tih košnica zastupaju mišljenje da cijelu potrebu plodišta treba zadovoljiti u jednom nastavku, plodištu, na 10 do 12 okvira saća. 
Od velikog broja nastavljača u modernom pčelarstvu ostaju dvije vrste kao najpovoljnije: LR i DB košnice. Razlika između tih dviju košnica uglavnom je u visini okvira, pa prema tome i visini košnice. LR košnica ima u plodištu 10 okvira širokih 434 mm i visokih 202 mm. DB košnica ima u plodištu 12 okvira širokih 424 mm i visokih 270 mm. LR košnica ima medište jednako plodištu, a DB košnica ima polumedište s 12 okvira širokih 424 mm i visokih 115 mm. I LR košnica može imati polumedište (434 x 115 mm), na primjer za proizvodnju meda u saću i za pčelare invalide ili one u poodmaklim godinama kojima je teško dizati puna normalna medišta. Kratko rečeno, LR košnica razlikuje se od DB košnice po visini okvira (satina), niže su za 70 mm, a po njihovu broju, ima LR košnica 2 okvira manje. Prema tome, kapacitet LR plodišta je oko 8 800 cm2, a ako pogledano gornji račun prema kojem plodište treba da ima 10 000 cm2 saća, vidimo da je plodište LR košnice manje za nekih 1 200 stanica saća.